# Nikolai Arsenjewitsch Orlow

Nikolai Arsenjewitsch Orlow in der Uniform eines Staatsrats

Nikolai Arsenjewitsch Orlow (russisch Николай Арсеньевич Орлов, wiss. Transliteration Nikolaj Arsen'evič Orlov; * 18. November 1870; † 14. Januar 1919 in Pjatigorsk) war ein russischer Arzt und Mineraloge.

## Leben
Orlow schloss 1896 erfolgreich das Medizinstudium an der Kaiserlichen Kasaner Universität ab. Anschließend war er an der Universität als Laborassistent an der Abteilung für Pharmazie und Pharmakognosie angestellt. Vom 25. November 1897 bis zum 29. September 1898 absolvierte er ein ärztliches Praktikum am St. Petersburger Waisenhaus. Am 8. Oktober 1898 kehrte er auf seine alte Stelle als Laborassistent zurück. Am 21. März 1903 wechselte er als Kurarzt zum Staatsbad von Staraja Russa. Am 2. Januar 1904 wurde er aus der Reserve zum aktiven Militärdienst eingezogen und diente bis zum 14. Januar 1906 im Russisch-Japanischen Krieg. Danach kehrte auf seine alte Position nach Staraja Russa zurück, bevor er am 10. April 1908 zum Direktor der kaukasischen Mineralwässer abgeordnet wurde. Am 15. Mai 1909 wurde er zum Arzt der Abteilung für kaukasische Mineralwässer ernannt. Die Jury der Internationalen Ausstellung in Spa (Belgien) verlieh Orlow für die Zusammenarbeit bei dieser Ausstellung eine Goldmedaille. Bis 1914 war Orlow leitender Arzt der kaukasischen Mineralwässer und während der Ferien und Geschäftsreisen wiederholt Direktor der kaukasischen Mineralwässer. Am 18. Juli 1914 wurde er zum Kriegsdienst in den Ersten Weltkrieg einberufen, wo er zunächst als Oberarzt der 21. Land-Artillerie-Brigade als Teil des 3. Kaukasischen Korps und dann als Chefarzt der Schützen-Abteilung tätig war. Am 18. Februar 1918 wurde er aus dem aktiven Dienst in der Armee entlassen. Nach dem Krieg kehrte er als leitender Arzt der Abteilung für kaukasische Mineralwässer in den Dienst zurück. Orlow starb am 14. Januar 1919 in Pjatigorsk an Typhus. Hier hatte er als leitender Arzt der Direktion Mineralwasser gearbeitet und sich auf Ersuchen der Ärztevereinigung Mitte Dezember 1918 bereiterklärt, zwei kranke Kollegen in zwei Infektionskrankenhäusern zu vertreten. Am 1. Januar erkrankte er an Typhus, und zwei Wochen später verstarb er daran.

## Wissenschaftliche Leistungen
Obwohl Arzt von Beruf, war Orlow gleichzeitig ein hervorragender analytischer Chemiker, der seine gesamte Freizeit der analytischen Arbeit widmete. Orlows besonderes Interesse galt den Metallen der Seltenen Erden. Obwohl er hierüber nicht viel veröffentlichte, wissen wir von einer umfangreichen Korrespondenz mit Pjotr Nikolajewitsch Tschirwinski von seinen Forschungen auf diesem Gebiet sowie den bei der Analyse auftretenden Schwierigkeiten. Hierbei interessierte er sich auch für Fragen über die Verteilung, die analytische Isolierung und die Eigenschaften von Seltenen Erden, die ihn dann zu Forschungen an anderen seltenen Elementen führten, wie beispielsweise Uran, Gold, Ruthenium, Osmium, Bor, Arsen, Thallium, Rubidium, Cäsium, Quecksilber, Beryllium und Chrom sowie mit Mineralien und Gesteinen in Verbindungen mit Titan, Mangan, Barium, Strontium, Schwefel, Phosphorsäure, Fluor und weiteren.

## Auszeichnungen
Orlow war Staatsrat.

## Schriften chemischer und mineralogische Natur
Diese Auswahl an Schriften umfasst viele seiner mineralogischen Arbeiten. Sie enthält ebenfalls wenige Artikel über seine medizinischen Forschungen.

### Arbeitet über pharmazeutische und physiologische Chemie
1. Zur Pharmakochemie von Chelidonium majus. Pharmaceutical Mail, 1893, v. XXVII, S. 437–438 und Pharmaceutical Journal, St. Petersburg., 1894, v. XXXII, S. 689–691.
2. Zu den Eigenschaften von Ethylether. Ebenda, 1894, v. XXXSH, S. 770.
3. Über einige Salze von Tetraallylammonium. Ebenda, 1894, v. XXXSH, S. 769.
4. Gewinnung von Berberin aus den Wurzeln von H ydrastis canadensis. Ebenda, 1895, v. XXXSH, S. 770.
5. Aconitsäure aus Adonis vernalis. Ibid., 1894, v. XXXSH, S. 771.
6. Einige Reaktionen von Pyridin. Ibid., 1895, Bd. XXXIII, S. 771.
7. Über Tetramethylammonium. Ibid., 1895, v. XXXIV, S. 755–758.
8. Über der Gehalt an Melicytose in Manna Alhagi Camellorum. Tagebuch. Russisch. Phys.-Chem. Islands, St. Petersburg., 1896, S. XXVIII.
9. Über Alaun, das stickstoffhaltige Basen enthält. Pharmaceutical Journal, St. Petersburg., 1896, v. XXXV, S. 465–468, 481–484, 497–498.
10. Ein Hinweis zu Methylguanidin. Ibid., 1896, v. XXXV, S. 513–514.
11. Über Tetramethylammoniumalaun. Ibid, 1897, Bd. XXXVI, S. 212–213.
12. Über den Erhalt von Rosendhals Lappiconitin. Ibid., 1897, Bd. XXXVI, S. 213.
13. Über kristallines Physostigmin. Ibid., 1897, v. XXXYI, S. 213–214.
14. Über die Beziehung von Kaliumiodid zu den Salzen von Chelidonin und Chel®-Rithrin. Ibid., 1897, Bd. XXXVI, S. 214.
15. Über Tyrosin in Trifolium-Täuschung. Ibid., 1897, XXXVI, S. 214.
16. Über stickstoffhaltige Substanzen aus Kiefernsprossen. Ibid., 1897, v. XXXVI, S. 559–600.
17. Über Chylidoxanthin. Ibid., 1897, v. XXXVI, S. 820–821.
18. Ein Hinweis zu farbigen Alkaloiden. There Lee, 1902, Bd. XLI, S. 23.
19. Über Desoxidation von Iodsäure mit Morphin in einer sauren Lösung. Ibid., 1902, Bd. XLI, S. 79–80.
20. Über die Wirkung von Oxalsäure auf Proteinkörper. Ibid, 1906, Bd. XLV, S. 321–325.
21. Über den Gehalt an Fett, Lecithin, Cholesterin und Drüsenalbumin in der Leber von Säuglingen. Geburtshilfe-Journal. SPB., 1906, v. XX, S. 763–770

### Arbeiten über die Chemie seltener Elemente
1. Über den Selengehalt der Schwefelsäure. Chemiker-Zeitung, 1901, Bd. XXV, p. 66.
2. Über die Darstellung von antimonfreiem Arsen. Ibidem, 1901, Bd. XXV, p. 290.
3. Über die Zusammensetzung des kauflichen amorphen Bor. Ibidem, 1901, Bd. XXV, p. 465.
4. Uransalze als Reagenz für Phenole. Pharmaceutical Journal, St. Petersburg, 1902, Bd. XLI, S. 267.
5. Zur Charakterisierung von Verbindungen von tetraatomarem Uran. Tagebuch. Russisch. Phys.-Chem. Islands, St. Petersburg., 1902, H. XXXIV., S. 375–380.
6. Über Octahydrathydrat von Uransulfat. Tagebuch. Russisch. Phys.-Chem. Islands, St. Petersburg., 1902, H. XXXIV., S. 381–383 u. 437.
7. Über einige basische Salze von tetraatomarem Uran. Ibid., 1903, S. XXXV, S. 513.
8. Über einige neue Salze von triatomischem Kobalt und tetraatomarem Uran. Ibid., 1903, Teil XXXV, S. 1010, 1247–1249.
9. Cäsiumchlorplatinatlösung als Reagenz für Thallium. Pharmaceutical Journal, St. Petersburg, 1903, v. XLII, S. 1657–1658.
10. Über Doppelsalz von Kobaltoxalat und Lithiumoxalat. Ibid., 1904, Bd. XLIII, S. 373–375.
11. Zur Technik der Analyse von Platinmetallen. Chemiker Zeitung, 1906, Bel. XXX, S. 714–715.
12. Uber einige betrifft des Quecksilberjodids. Ibidem, 1906, Nr. 104 (vgl. Ibidem, 1906, S. 704).
13. Uber die Einstellungen und einige Eigenschaften des neutralen Uranyichromat. Ibidem, 1907, Nr. 29.
14. Uber das Goldchromat. Ibidem, 1907, Nr. 95.
15. Über die Einwirkung des Osmiumperoxydes auf lösliche Metalljodide. Ibidem, 1907, X 85.
16. Uber den Nachweis von Ruthenium in den Platinlegierungen. Ibidem, 1908, Nr. 7.
17. Über Vanadium-Cäsium-Alaun. Tagebuch. Russisch. Phys.-Chem. Inseln, St. Petersburg, 1908, Teil XL, Protokoll, S. 1615–1616.
18. Erforschung von Urantetrafluorid. Chemiker und Apotheker, 1908.
19. Über Chromsäuresalze von Beryllium. Ebenda, 1909, Nr. 15.

### Arbeiten über Schwefel
1. Über die Reaktion der Bildung von grüner Schwefelmodifikation. Tagebuch. Russisch. Phys.-Chem. Islands, St. Petersburg, 1901, H. XXXIII, S. 40.
2. Ein neuer Fall der Bildung von blauem (oder grünem) Wöhler-Schwefel. Ibid., 1901, H. XXXSH, S. 397–400, 400–403.
3. Zur Frage des Vorhandenseins einer blauen oder grünen Schwefelmodifikation. Ebenda, 1902, Teil XXXIV, S. 52–67.

### Arbeiten über Mineralien in Wasser und Mineralschlamm
1. Einige Kommentare zur Analyse von Mineral- und Trinkwasser. Pharmaceutical Journal, St. Petersburg., 1901, Bd. X.L., S. 2–3, 26–27, 47–48, 71–73.
2. Eine chemische Skizze der Salzproduktion in Staraya Russa. Ebenda, 1901, t. XL, S. 551–552, 567–568, 599–600.
3. Zusammensetzung von Mineralwasser und Schlamm aus Soligalich, Provinz Kostroma. Ibid., 1902, Bd. XLI, S. 891, 911–912.
4. Über die Löslichkeit von Gins in Gegenwart von Chloridmetallen. Tagebuch. Russisch. Phys.-Chem. O-va, St. Petersburg., 1902, H. XXXIV., S. 949–951.
5. Besonderheiten bei starker Verdickung des Speisesalzwassers. SPB., 1903.
6. Analyse von Schmutz aus Matsesta, Distrikt Sotschi. SPB., 1903.
7. Analyse des medizinischen Torfes von Kemmern. SPB., 1903.
8. Bestimmung von Rubidium und Cäsium im altrussischen Mineralwasser. Pharmaceutical Journal, St. Petersburg., 1903, Bd. XLI1, etr. 533–535.
9. Bestimmung von Rubidium und Cäsium in Mineralwasser und Sole. Tagebuch. Ruesk. Phys.-Chem. Islands, St. Petersburg., 1903, h. XXXV, S. 91.
10. Trinkwasseranalyse in Nowgorod. Pharmaceutical Journal, St. Petersburg, 1903, Bd. XLII, S. 173–174, Protokolle.
11. Über das Wasser und den Schlamm der Tankhe-Quellen in der Manjuria. Dort, 1903, Bd. XLII. S. 1301–1304.
12. Über einige Mineralquellen der Provinzen Nowgorod und Pskow. Ibid., 1903, Bd. XLII, S. 1373–1374.
13. Einige chemische Beobachtungen über dem altrussischen Mineralwasser. Ibid., 1903, Bd. XLII, S. 1897–1899.
14. Gedanken zu Maßnahmen zur Erforschung und Reinigung von Trinkwasser bei Operationssaal. Ibid., 1904, Bd. XLIII, S. 1355–1356.
15. Über die Analyse von Wasser im Operationssaal. Ebenda, 1906, Vol. XLV, S. 1–9, 23–24.
16. Balneochemische Untersuchungen im Labor des altrussischen Mineralwassers im Sommer 1906. Russian Doctor, St. Petersburg, 1907, Bd. VI, S. 859–864.
17. Über die Quellen Nr. 17 und Nr. 18 in Yessentuki aus chemischer Sicht. Verfahren der im kaukasischen Mineralwasser praktizierenden Insel der Ärzte, 1909, Moskau, 1910, S. 125, Protokolle.
18. Über die Aufgaben der Untersuchung des Schlammbildungsprozesses. Notizen des russischen Balneologen. Inseln in Pjatigorsk, 1909–1910, v. XI, Nr. 1.
19. Tambukan-Schlamm. Analyse und Überblick über die Pharmakognosie von Schlamm. Herausgegeben vom Amt für kaukasische Mineralwässer, 1911

### Arbeiten über Minerale und Gesteine
1. Über Mangan-Zwischenschichten in Pjatigorsk-Travertin. Chemiker und Apotheker, St. Petersburg., 1910, Nr. 1, 3, 5 und 6.
2. Analyse einiger Mineralien aus der Region des kaukasischen Mineralwassers. Notizen des russischen Balneologen. Inseln in Pjatigorsk 1910, Vers IX, Nr. 2.
3. Analysen: einige Silikatminerale der Region Pjatigorsk. Yezheg. von Geol. und Mineral. Russland, 1911, v. XIII, Nr. 1–2, S. 21–32.
4. Über die Zusammensetzung von Datolit vom Mount Mashuk und Methoden zur Bestimmung von Borsäure in Mineralien. Ebenda, 1911, v. XIII, Nr. 5–6, S. 146–148.
5. (Zusammen mit P. N. Chirvinski m). Zeolithe von Kara-Dag auf der Krim Yezheg. von Geol. und Mineral. Russland, 1913, Bd. XV, Nr. 4–5, S. 144–148.
6. (Zusammen mit P. N. Chirvinsky und m). Zur Mineralogie des Kaukasus und Krim. Ebenda, 1914, Bd. XVI. 9, S. 246–268.

### Weiter Arbeiten zu verschiedenen Themen
1. (Zusammen mit P. K. Gore t). Labornotizen. Pharmaceutical Journal, St. Petersburg., 1901, Bd. XL, S. 91–92, 115–116, 135–136.
2. Labornotizen. Ibid., 1902, Bd. XLI, S. 379–381.
3. Über phosphoreszierende Substanzen. Ibid, 1906, Bd. XLV, S. 658–661, 703–705.